# Tipologia extraterrestre

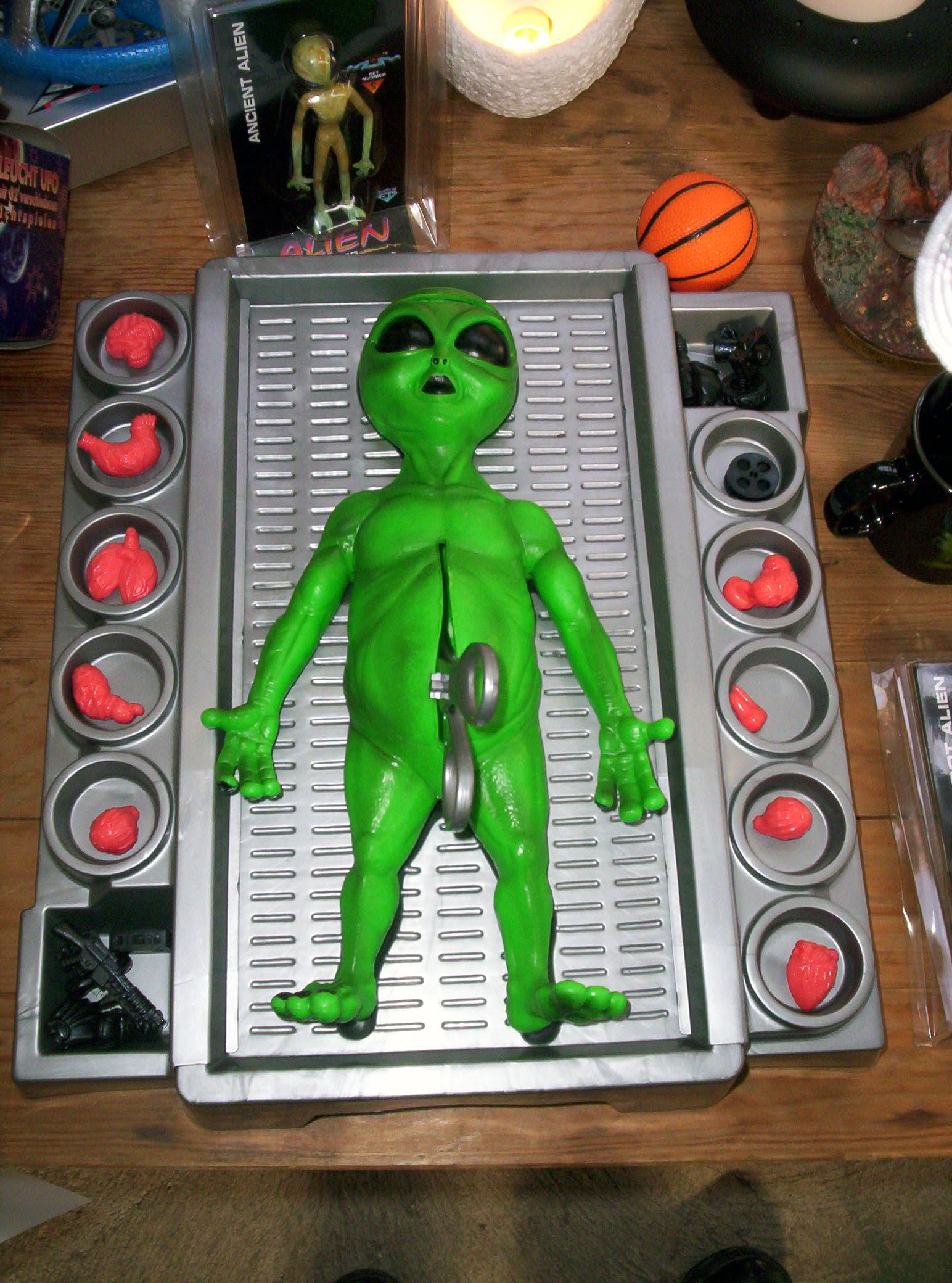
Num stand do Congresso Europeu de Ufologia, em 2005 em Châlons en Champagne, França: jogo de tabuleiro que simula uma autópsia de um extraterrestre.

Na cultura popular são correntes as especulações sobre a existência de várias raças de seres alienígenas e até são nomeadas, i.e., haveria uma tipologia extraterrestre. Relatos sobre ocorrência de abduções são frequentemente divulgados e quase sempre com destaque na mídia. Os que afirmam terem sido abduzidos ou tido algum tipo de contato costumam descrever, às vezes, pormenorizadamente, os seres e o evento em si. Mas não existem provas científicas de que essas abduções realmente ocorram.
O campo científico parece dividir-se: uns são totalmente céticos em relação a existência de vida inteligente fora do planeta Terra, mas existem aqueles que levantam a hipótese de que possa ocorrer, justificando, inclusive, programas governamentais que investem recursos exorbitantes na busca de informações: o Programa SETI desenvolvido pela NASA é um deles.
Alguns consideram não ser nem especulação "científica" mas pura "ficção científica".  Mas é, no mínimo, um dado sociológico relevante o fato de que uma parcela muito significativa da sociedade acredite na existência de seres extraterrestres, classifique-os, relatem contatos; da mesma forma que uma boa parcela da população acredita em seres mitológicos.

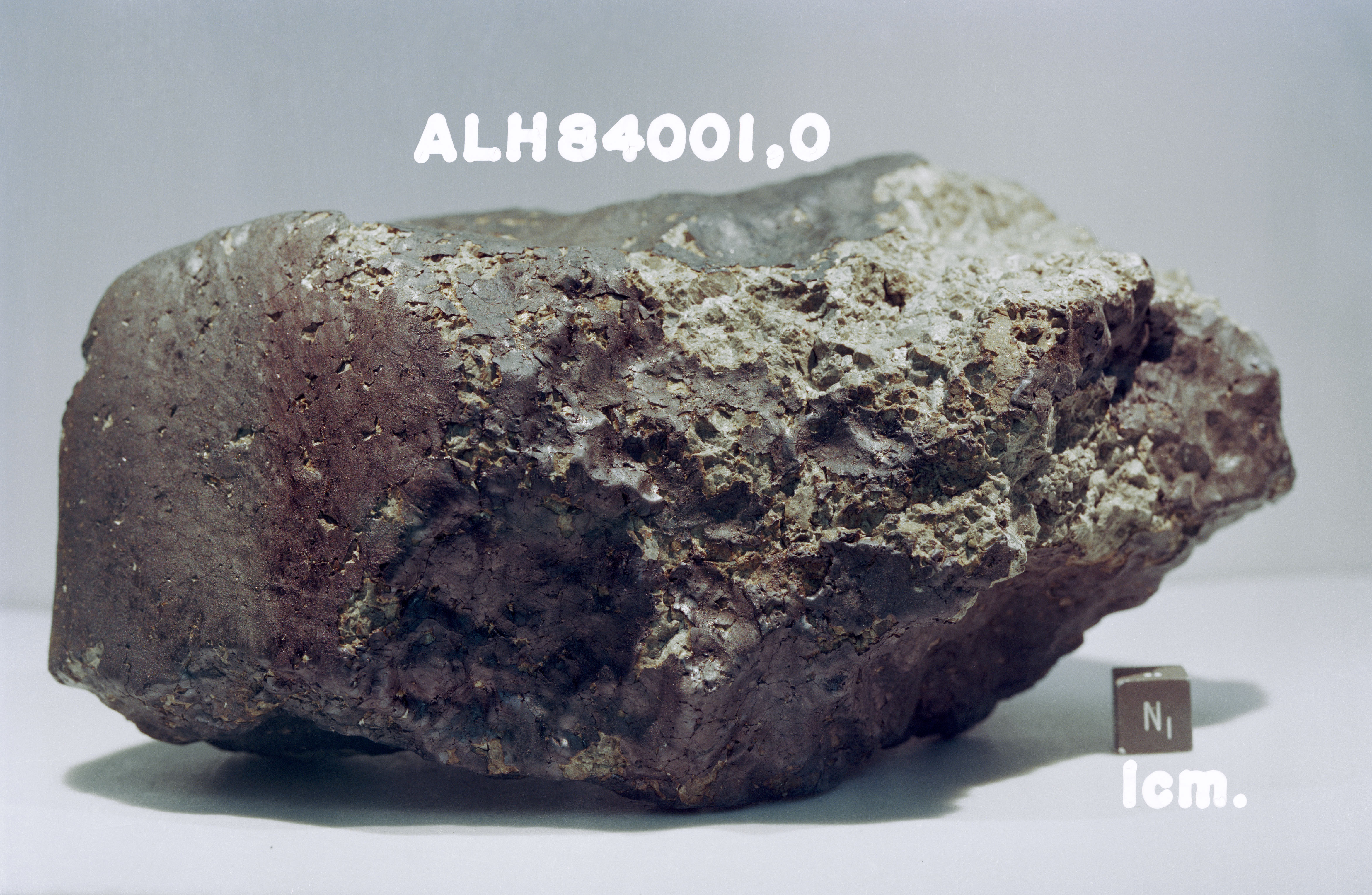
Meteorito ALH84001.

Entretanto, não é tão simples assim. Estruturas diferenciadas de pensamento convivem dentro de um mesmo universo cultural as respostas para determinadas questões mudaram drasticamente. São inúmeras as crenças, e estas, dentro de uma mesma tradição cultural, apresentam, às vezes, muita diversidade, basta atentar para as dezenas, centenas, de denominações cristãs, ou das correntes que o islamismo apresenta.
A Física moderna tem um discurso muito similar, por exemplo, ao das mais refinadas cosmologias religiosas. Explicar isto é um dos grandes desafios que percorrem o campo científico a partir das últimas décadas do século XX. Os livros de Fritjof Capra fizeram imenso sucesso.

## Tipologia extraterrestre e vida inteligente
Quando se fala de tipologia extraterrestre ou em vida fora do planeta Terra, o imaginário popular ainda reporta aos tipos recorrentes no campo da Ufologia: como estes tratados abaixo. Não se trata apenas disto. A vida fora da Terra é um objeto constituído no campo da ciência acadêmica que já conta com disciplinas especializadas, como a Exobiologia (Xenobiologia ou Astrobiologia).

## Em busca de contato

### Projeto Argus
O Projeto Argus é um consórcio envolvendo 5 mil pequenos radiotelescópios ao redor da Terra para que, coordenados, façam escuta radioastronômica, numa busca de sinais em microondas que sejam de possível origem extraterrestre inteligente.

### Projeto Cíclope
O Projeto Cíclope, foi um projeto elaborado, em 1971, por uma equipe de cientistas da American Society for Engeneering Education, liderada pelos físicos Bernard M Oliver (1916-1995) e Jonh Billingham, no EUA. Este projeto não entrou em execução em virtude de alto custo que equivalia ao orçamento de todo o Programa Apollo. Seu objetivo era desenvolver os veículos de captação de sinais de uma civilização extraterrestre tecnológica. A NASA, entretanto, desenvolveu, posteriormente, um projeto muito mais ambicioso: o programa SETI.

### Projeto Daedalus
O Projeto Daedalus (português brasileiro) ou Projecto Dédalo (português europeu) foi um estudo conduzido entre 1973 e 1978 pela Sociedade Interplanetária Britânica com intuito de projetar uma espaçonave interestelar com tecnologia da época ou disponível em poucos anos capaz de alcançar o seu destino no período de uma geração humana. Uma missão não tripulada de 50 anos foi planejada. O objetivo seria alcançar a Estrela de Barnard a cerca de 5.9 anos-luz qual creditava-se abrigar ao menos um planeta, no entanto evidências posteriores não corroboraram a presença de um sistema planetário. Ademais seria uma missão científica não tripulada e deveria ter a flexibilidade de explorar também outras estrelas num determinado raio de ação. Cerca de uma dúzia de cientistas e engenheiros liderados por Alan Bond trabalharam no projeto determinando a propulsão por um foguete de fusão.

### Projeto Ozma
Primeiro grande projeto destinado a detectar os sinais provenientes de outras civilizações tecnologicamente desenvolvidas que podem existir na Galáxia. O projeto foi orientado pelo astrônomo norte-americano Frank Drake, do Observatório Radioastronômico Nacional, que empregou uma antena-disco de 27 m de diâmetro, operando no comprimento de onda de 21 cm (frequência de 1 420 MHz) para procurar sinais de duas estrelas muito próximas, Epsilon Eridani e Tau Ceti.
O argumento de tal escuta baseava-se no fato de que outras civilizações com tecnologia radioastronômica deveriam ter logicamente escolhido tal comprimento para emitir e receber as mensagens que por acaso desejassem transmitir.

## O caso Roswell
O Caso Roswell, ou Incidente em Roswell diz respeito a um rumoroso acontecimento que teria transcorrido na localidade de Roswell (Novo México, EUA), em Julho de 1947, onde supostamente um OVNI teria caído. O assunto é motivo de muitas discussões e especulações. O governo americano é acusado de sonegar informações sobre o caso e uma pesquisa feita pela rede de TV CNN apontou que 80% dos entrevistados estavam convencidos disto. Uma das suposições é a de que neste incidente teria sido capturado algum espécime extraterrestre.

## Área 51
Área 51 é uma área militar restrita no deserto de Nevada, EUA. Oficialmente é apenas mais umas das inúmeras áreas militares restritas no país, mas, é conhecida mundialmente pela série de acontecimentos nos anos 70 possivelmente envolvendo o contato do exército estadunidense com extraterrestres. Há inúmeros documentários, livros e filmes que tratam sobre o tema, mas a Casa Branca nunca admitiu ou confirmou que tenha ocorrido.

## O Meteorito ALH84001
O ALH84001 (Allen Hills, 1984 #001) é um meteorito descoberto em Allen Hills, na Antártica em Dezembro de 1984 por uma equipe de exploradores do Projeto ANSMET. Este meteorito, que teria se desprendido de Marte, tem sido muito estudado e gerado muita polêmica em virtude de apresentar estruturas que alguns cientistas afirmam ser microfósseis de tipos extraterrestres com características similares às das espécies bacterianas da Terra. É muito contestada esta afirmação e ainda não se chegou a um consenso sobre o assunto.

## Tipos recorrentes no campo da ufologia
Eis alguns tipos, ou raças de seres de outros planetas descritos por alguns grupos que estudam ufologia:

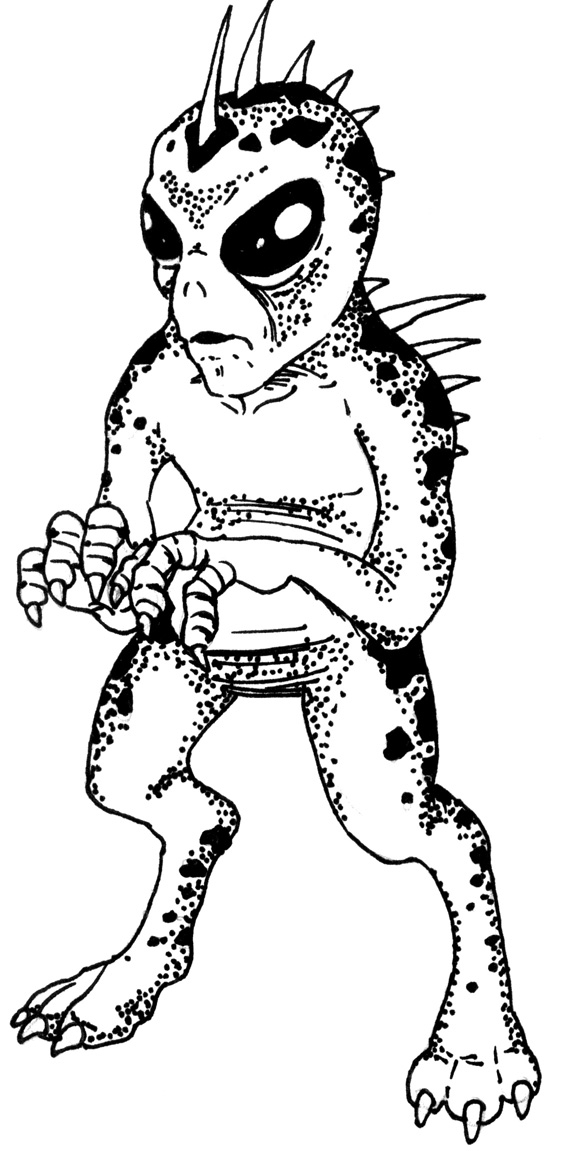
Chupacabra.

### Chupacabra
O Chupacabra é, supostamente, um animal desconhecido para a ciência que mata sistematicamente animais rurais em regiões da América, como Porto Rico, Miami, Nicarágua, Chile, México e Brasil. O nome da criatura deve-se à descoberta de várias cabras mortas em Porto Rico com marcas de dentadas nos pescoços e o seu sangue alegadamente drenado. Segundo a UFO Magazine foram denunciados mais de 2 mil casos de mutilações de animais nesta região atribuídos ao Chupacabra.

## Tipos extraterrestres nas artes

### Literatura

#### Livros de ficção científica
Contato - Sagan, Carl
Fundação - Asimov, Isaac

#### História em quadrinhos
São diversas as referências e aparições de extraterrestres nas histórias em quadrinhos. Desde a década de 20 a 50, histórias de heróis como Buck Rogers, Flash Gordon e Adam Strange eram fortemente influenciados pela ficção científica, onde não só faziam contato com civilizações extraterrestres como também interagiam entre si. O herói espacial Adam Strange é um exemplo mais 'atual' (apesar de sua criação em 1958) cuja história é baseada na descoberta de uma civilização extraterrestre com padrões idênticos ao da Terra, além de se casar com Allana, mulher nativa desta civilização.
Assim como Adam Strange, a DC Comics também publicou as histórias do Lanterna Verde, cujo poder baseia-se no grande controle sobre o mundo físico proveniente de um anel de cor verde, entregue ao herói por um ser extraterrestre. Também existia a Tropa dos Lanternas Verdes, onde seres de todo o Universo criavam assim uma espécie de tropa policial intergaláctica. Ajax, o Marciano também é um dos principais personagens da DC Comics, cuja origem baseia-se no final de uma civilização do planeta Marte. Superman, um dos maiores personagens da DC Comics é um dos poucos sobreviventes de uma raça de alienígenas extintos.
A Marvel Comics possui uma extensa lista de heróis com superpoderes graças à intervenção alienígena e/ou originário de outro planeta. O Quarteto Fantástico é o principal grupo de personagens que possuíram contatos extraterrestre: Desde a aparição do Surfista Prateado e a chegada de Galactus à Terra, além das civilizações kree e skrull. O Homem-Aranha, junto a outros personagens da Marvel Comics, vivenciou na série Guerras Secretas, onde adquiriu um novo uniforme (o uniforme negro) que nada mais era do que um tipo de simbionte (parasita) alienígena. Estes são apenas exemplos do que já foi publicado pela Marvel Comics. (ver Universo Marvel).

### Cinema
Na história do cinema, a produção de filmes de ficção onde aparecem tipos extraterrestres é imensa, e alguns deles fazem parte do seleto grupo dos campeões de bilheteria. 

#### Star Trek - Jornada nas Estrelas
Star Trek é a designação original norte-americana para O Caminho das Estrelas (Portugal) ou Jornada nas Estrelas (Brasil). Este termo refere-se a todo um universo de ficção científica criado por Gene Roddenberry em 1966 e re-inventado pelos seus seguidores que pode ser encontrado em seis séries televisivas, dez filmes, inúmeros livros - sejam romances ou de Banda Desenhada, em formato papel ou eletrônico - jogos para computadores e consoles, entre outros.
Gene Roddenberry partilhou uma visão do futuro, a que os seus seguidores têm tentado permanecer fiéis: a humanidade erradicou as doenças e a pobreza e os seus personagens principais exploram a galáxia, encontrando novos mundos e conhecendo novas civilizações, espalhando a paz e aumentando o conhecimento.
Star Trek é um dos nomes mais populares do século XX no que toca a entretenimento de ficção científica.

##### Mr. Spock
Um dos mais populares personagem de Star Trek: o meio-vulcano Mr. Spock. O ator Leonard Nimoy interpretava este personagem.

##### Outros
- Outros tipos extraterrestres em Star Trek

#### Star Wars
Star Wars (A Guerra das Estrelas / Guerra nas Estrelas) é o título de uma space opera, que foi transformada em uma série de sete filmes de ficção científica. Como subprodutos surgiram também  uma franquia literária, uma série de jogos electrónicos e desenhos animados (incluindo inúmeras prequelas, sequências e adaptações literárias) baseados nas ideias do cineasta e roteirista George Lucas.

##### Yoda e Chewbacca
Alguns tipos extraterrestres se destacam na série Star Wars como: Mestre Yoda, o sábio e Chewbacca. O primeiro,  pequeníssima estatura - 66 cm - é um dos personagens mais carismáticos da série. É ele quem lidera o Conselho e treina Luke Skywalker, o herói, para se tornar cavaleiro Jedi. A forma de expressão verbal deste personagem disseminou-se entre os fãs.
O segundo, por sua vez, é um "wookie" - raça alienígena de grande estatura, muito peluda e de idioma característico (algo como grunhidos).